# Gajah Ayee
Gajah Ayee is een bestuurslaag in het regentschap Pidie van de provincie Atjeh, Indonesië. Gajah Ayee telt 2121 inwoners (volkstelling 2010).